# CPT-szimmetria
A CPT-szimmetria a fizikai törvények alapvető szimmetriája az együttesen végrehajtott töltéstükrözéssel, paritásváltással és időtükrözéssel szemben.

## Története
Az 1950-es években fény derült a P-szimmetria, azaz a paritás sérülésére a gyenge kölcsönhatással végbemenő bomlások során. Jól ismert példák vannak a C-szimmetria azaz a töltésszimmetria sérülésére, valamint a T-szimmetria azaz az időtükrözéssel szembeni szimmetria sérülésére is. Egy ideig azt hitték, a CP-szimmetria nem sérül egyetlen fizikai folyamatban sem, de kiderült, hogy ez sem igaz. Van egy tétel, miszerint a CPT-szimmetria minden fizikai folyamat során való megőrzése a kvantumtörvények helyességéből származtatható. Konkrétan John Stewart Bell CPT-tétele azt állítja, hogy bármely Lorentz-invariáns lokális kvantumtérelmélet, amelynek hermitikus a Hamilton-függvénye, CPT-szimmetriával rendelkezik.

## Származtatása
Nagy vonalakban, vegyünk egy Lorentz-transzformációt a z-irányban. Ha a Lorentz-csoportot komplexszé tesszük ("komplexifikáljuk"), akkor egy iπ paraméterű imaginárius Lorentz-transzformáció ("boost") ahhoz vezet, hogy t-ből -t, z-ből -z lesz. Ha utána végrehajtunk egy egy π-szögű forgatást az xy-síkon, akkor egy P és CT transzformációt hajtottunk végre összességében. A CT a T helyett azért jelenik meg, mert unitér transzformációkkal foglalkozunk, nem antiunitérekkel. Feltéve, hogy egy komplex "boost" is egy érvényes szimmetria, akkor olyan állapotba jutottunk, ahol a fizikai törvények ugyanúgy érvényesek. Azaz megkaptuk a CPT-elvet.

## Következményei
A CPT-tétel következménye, hogy a CPT-szimmetria sérülése automatikusan a Lorentz-szimmetria sérülését is jelenti és így alapvető tulajdonsága a fizikai törvényeknek.
A CPT-szimmetria következménye, hogy univerzumunknak egy tükörképe – ahol minden objektum impulzusa és helyzete egy képzeletbeli síkra vett tükörképe az eredetinek (paritásváltás), minden anyag antianyaggal van helyettesítve (töltéstükrözés) és időben meg van fordítva (időtükrözés) – ugyanúgy fejlődne, mint a mi univerzumunk. Minden egymásnak megfelelő időpontban a két univerzum ugyanaz lenne, amit a CPT-transzformáció egyszerűen egymásba fordítana.
A CPT-tétel általánosítható a pin-csoportok figyelembevételével.